# Roman Maleček
Roman Maleček (* 28. ledna 1966) je český politik, od roku 2010 zastupitel města Karlovy Vary (od roku 2012 i radní města), člen TOP 09.

## Život
Působí jako jednatel sportovně kulturního a kongresového centra KV Arena, které je ve vlastnictví města Karlovy Vary.

## Politické působení
V komunálních volbách v roce 2006 neúspěšně kandidoval jako nestraník navržený VPM za subjekt "Karlovarská koalice - KDU-ČSL a VPM" do Zastupitelstva města Karlovy Vary. Uspěl až v komunálních volbách v roce 2010, tentokrát už na kandidátce TOP 09 jako člen této strany. V březnu 2012 byl navíc zvolen radním města.
Do vyšší politiky se pokoušel vstoupit v krajských volbách v roce 2012, když neúspěšně kandidoval za TOP 09 a Starosty pro Karlovarský kraj do Zastupitelstva Karlovarského kraje (skončil jako první náhradník).
Ve volbách do Poslanecké sněmovny PČR v roce 2013 kandidoval v Karlovarském kraji jako lídr TOP 09 a STAN, ale neuspěl.